# Drototelus politus
Drototelus politus là một loài bọ cánh cứng trong họ Cerambycidae.